# Dziecko Nowy Rok

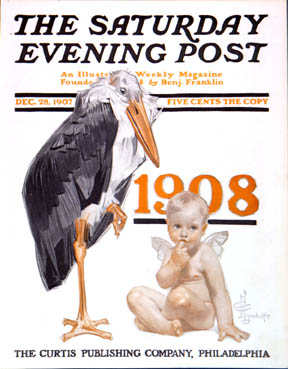
Okładka "The Saturday Evening Post" autorstwa J. C. Leyendeckera z bocianem i Dzieckiem Nowym Rokiem

Dziecko Nowy Rok (ang. Baby New Year) – amerykańska personifikacja początku nowego roku, często spotykana w różnych sylwestrowych zwyczajach, zwłaszcza na okolicznościowych kartkach i ilustracjach w sklepowych witrynach.
Stereotypowe wyobrażenie Dziecka Nowego Roku to białe niemowlę płci męskiej, mające na sobie jedynie pieluszkę, cylinder i szarfę dokoła tułowia, która wskazuje rok przez nie reprezentowany. Chłopiec niekiedy trzyma klepsydrę, innym razem jest z nią połączony. Często nie jest zupełnym noworodkiem, lecz jest nieco starszy, co można wnioskować z wielokrotnych jego przedstawień, gdzie stoi na własnych nogach, trochę chodzi lub ma nieco włosów na głowie.
Mit związany z Dzieckiem Nowym Rokiem mówi, że na początku swojego roku jest ono dzieckiem, lecz rośnie szybko i z końcem tego roku staje się starym, brodatym mężczyzną, takim, jak Ojciec Czas. Wtedy przekazuje swoje obowiązki następnemu Dziecku Nowemu Rokowi.
Obok funkcjonowania Dziecka Nowego Roku jako postaci folklorystycznej, czasem określa się tak prawdziwą osobę. Dziecko urodzone jako pierwsze w danej wsi lub mieście w konkretnym roku, może zostać odznaczone mianem oficjalnego Dziecka Nowego Roku na dany rok. Oficjalne Dziecko Nowy Rok może być zarówno chłopcem, jak i dziewczynką, pomimo że folklorystyczne Dziecko Nowy Rok jest niemal zawsze płci męskiej. Próby wyznaczania oficjalnego Dziecka Nowego Roku dla całych Stanów Zjednoczonych były od czasu do czasu podejmowane, jednak zawsze o to miano rywalizowało wiele dzieci i pojedynczego Dziecka Nowego Roku nigdy nie udało się wyłonić.